# 甘露寺重房
甘露寺 重房（かんろじ しげふさ）は、日本の実業家、元男子プロテニス選手。旧華族の甘露寺伯爵家の末裔。

## 経歴
甘露寺信房・芳子夫妻の息子として生まれる。松岡修造と幼稚園のときから幼馴染であった。
父の仕事の都合でカリフォルニア州に移住したとき、家にテニスコートがあったためテニスに夢中になったという。ボブ・ブレットに学んだ。高校一年生のとき、初めて松岡に勝ち、これを悔やんだ松岡はテニスから離れ麻雀漬けになったのだという。1984年（昭和59年）、ジュニア・オレンジボウル国際テニス選手権に、男子ダブルスで面野雄と共に出場したが二回戦で敗退。翌年（1985年）の同選手権では、男子シングルスで1回戦敗退となるも、男子ダブルスで松岡とペアを組み準優勝を果たした。
カリフォルニア大学アーバイン校経済学部に入学し4年間勉強したのち、プロテニス選手となった。
同じくテニス選手の高木圭郁と結婚し、1995年（平成7年）、息子の仁房が誕生した。1997年（平成9年）、妻の圭郁と共に東京ローンテニスクラブに入会した。
プロ引退後、母が創始したインテリアデザイン等を手掛けるパフ株式会社を継承した。

## 人物
- 平日の朝、テニスをしてからパフに出社することが多く、気持ちよく汗を掻いた後は頭が冴えると感じている[2]。

## 出演
- 『A-Studio+』第155回「松岡修造」（2023年4月21日、TBS） - VTR出演

### 書籍出典
1. 1 2 3  『Richesse』No.31, p. 82.
2. ↑  『Richesse』No.31, p. 83.

### ウェブサイト出典
1. 1 2  プロテニス選手からインテリア！？ 2つ世界から届ける生き様【あなたを変えた一日】 - YouTube
2. 1 2  “A-Studio＋【松岡修造】恩師＆幼馴染に取材！熱い男の原点が明らかに！”. TVでた蔵.  ワイヤーアクション. 2023年12月26日時点のオリジナルよりアーカイブ。2023年12月27日閲覧。
3. 1 2  “オレンジボウルの歴史”. 日本テニス協会. 歴史物語：全日本テニス選手権 (展示). 2021年1月23日時点のオリジナルよりアーカイブ。2023年12月27日閲覧。

### ニュースサイト出典
1. ↑  「和歌山FB「鬼滅の強打者」　甘露寺選手、目指す柱」『朝日新聞DEGITAL』朝日新聞社、2021年3月26日。オリジナルの2021年3月26日時点におけるアーカイブ。2023年12月27日閲覧。